# فيبي كناب
فيبي كناب (بالإنجليزية: Phoebe Knapp)‏ هي كاتبة ترانيم وملحنة أمريكية، ولدت في 9 مارس 1839 في نيويورك في الولايات المتحدة، وتوفيت في 10 يوليو 1908.

## وصلات خارجية
- فيبي كناب على موقع ميوزك برينز (الإنجليزية)
- فيبي كناب على موقع ديسكوغز (الإنجليزية)